# Chaceus davidi
Chaceus davidi е вид десетоног ракообразен организъм от семейство Pseudothelphusidae.

## Разпространение и местообитание
Видът е разпространен в Колумбия.
Обитава сладководни басейни, реки и потоци.